# 걸포초등학교
걸포초등학교는 대한민국 경기도 김포시에 있는 공립 초등학교이다.

## 학교 연혁
- 2008년 2월 1일 : 학교 신설계획 확정
- 2010년 7월 19일 : 걸포초등학교 교명 확정(김포교육지원청 교명선정위원회)
- 2011년 2월 7일 : 걸포초등학교 개교 준비를 위한 겸임발령
- 2011년 3월 1일 : 초대 인탁환 교장 취임
- 2011년 3월 1일 : 초등학교 6학급 개교
- 2011년 3월 2일 : 시업식 및 입학식
- 2011년 3월 4일 : 병설유치원 입학식(2개 학급)
- 2011년 3월 17일 : 3개 학급 증설(총 9개 학급)
- 2011년 4월 18일 : 1개 학급 증설(총 10개 학급)
- 2011년 9월 1일 : 혁신예비학교 지정
- 2012년 9월 1일 : 혁신학교 지정, 자율학교 지정
- 2013년 2월 16일 : 제2회 졸업장 수여식
- 2013년 3월 1일 : 초등 16학급, 특수 1학급, 병설유치원 3학급 편성
- 2013년 3월 11일 : 초등 1개학급 증설
- 2014년 2월 15일 : 제3회 졸업장 수여식
- 2014년 3월 1일 : 초등 18학급, 특수 1학급, 병설유치원 3학급 편성

## 참고 자료
- 걸포초등학교 - 한국교육학술정보원 학교알리미